# Nanga Parbat

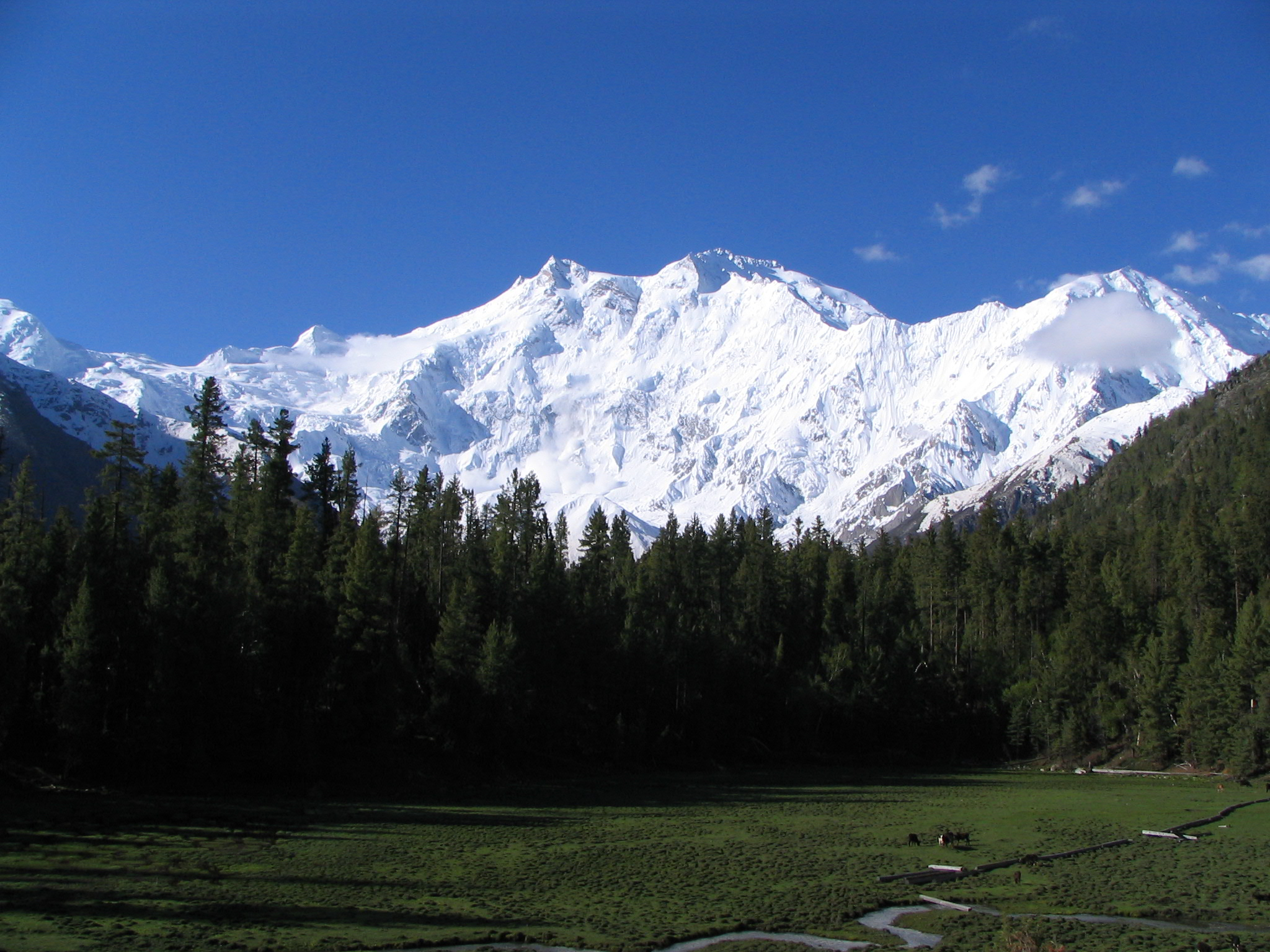
Versante sud

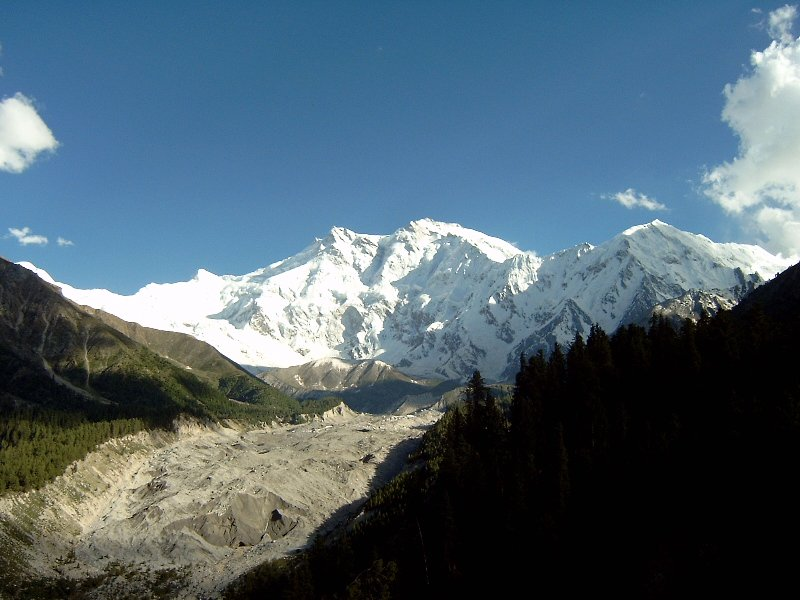
Versante est

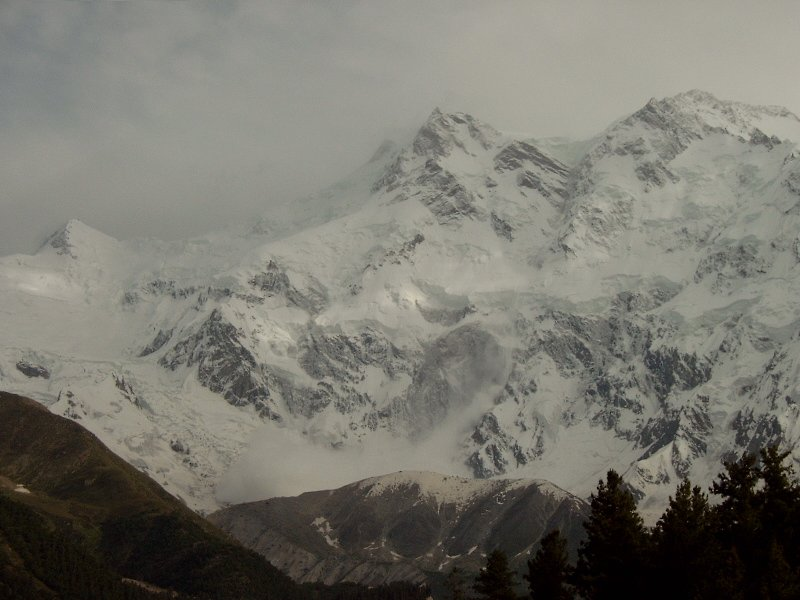
Parete Rakhiot

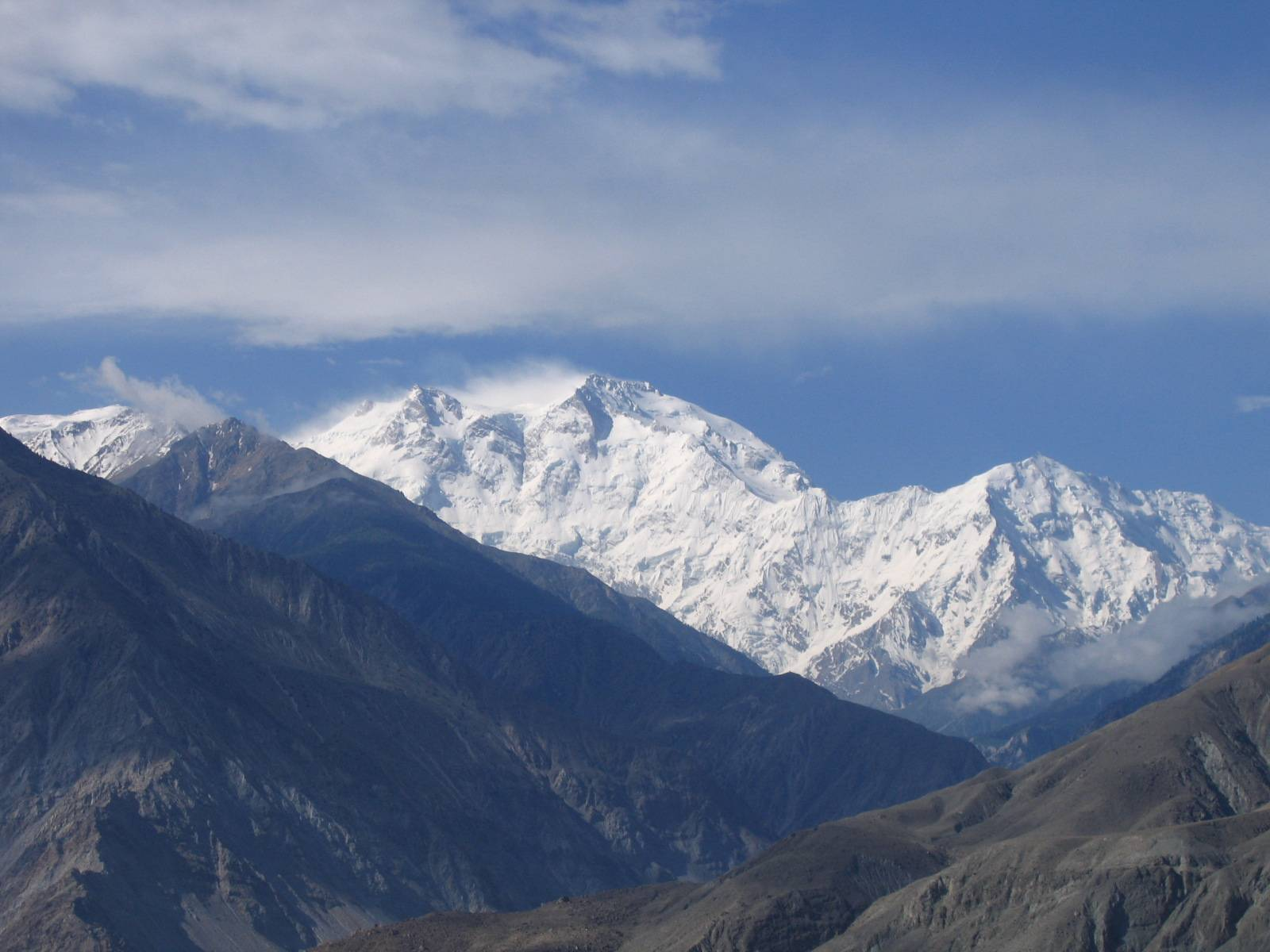
Vista da sud-ovest

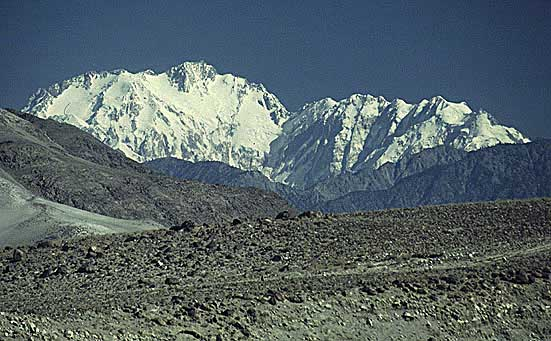
Vista da sud dal Pakistan

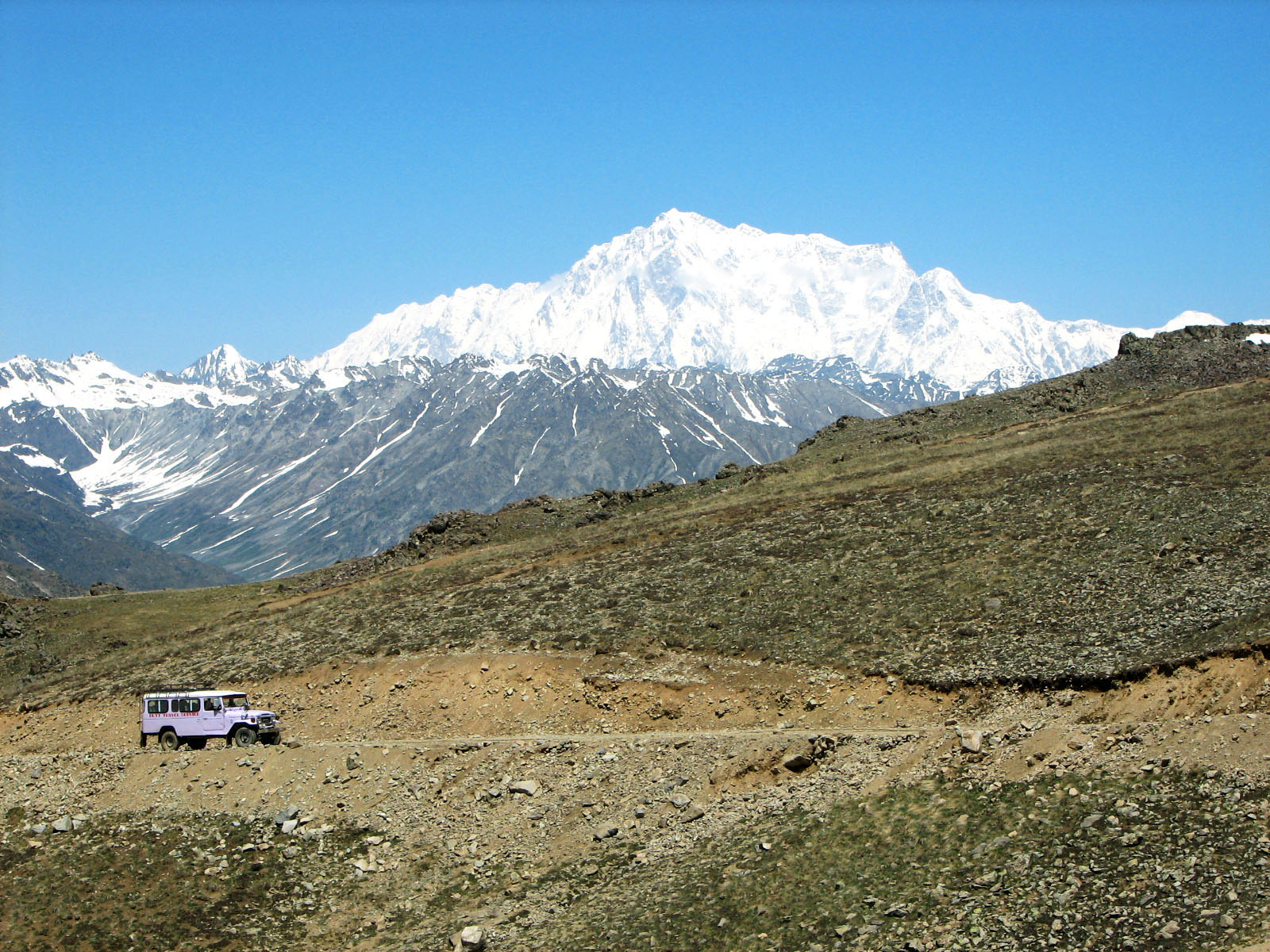
Vista dagli altopiani pakistani

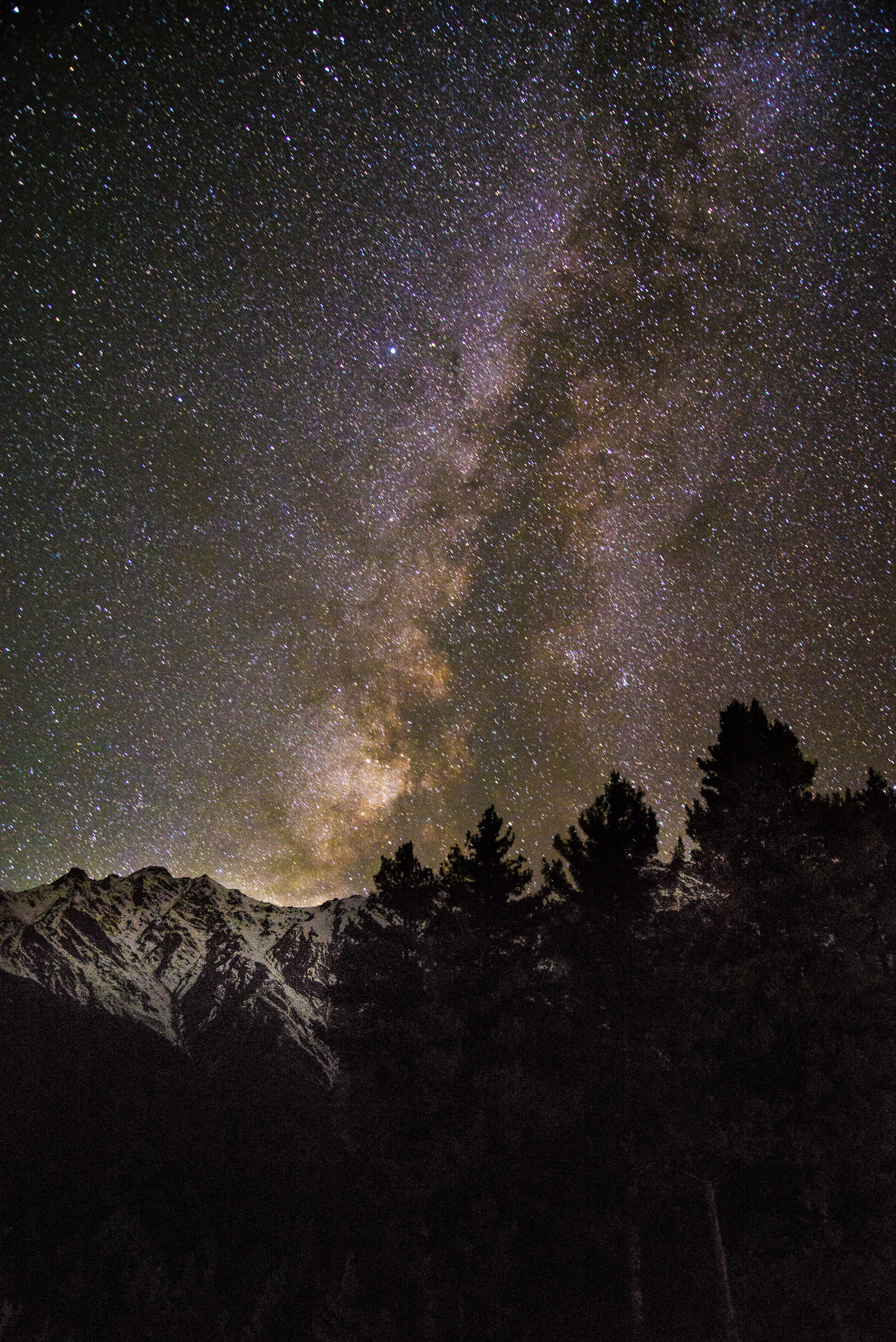
Cielo stellato notturno (Via Lattea) sopra il Nanga Parbat

Il Nanga Parbat (in urdu نانگا پربت‎?, lett. "montagna nuda"), conosciuto anche come Diamir (dal sanscrito "montagna degli dei") è un massiccio montuoso del Kashmir, in Pakistan, la cui vetta più elevata raggiunge gli 8.126 metri s.l.m., rappresentando la nona montagna più alta della Terra.

Pur essendo molto più vicino agli ottomila del Karakorum di quanto lo sia rispetto a quelli dell'Himalaya propriamente detto, non ne fa parte, per il fatto di trovarsi sul lato sud della valle dell'Indo, ed è perciò considerato l'unico ottomila del Kashmir.

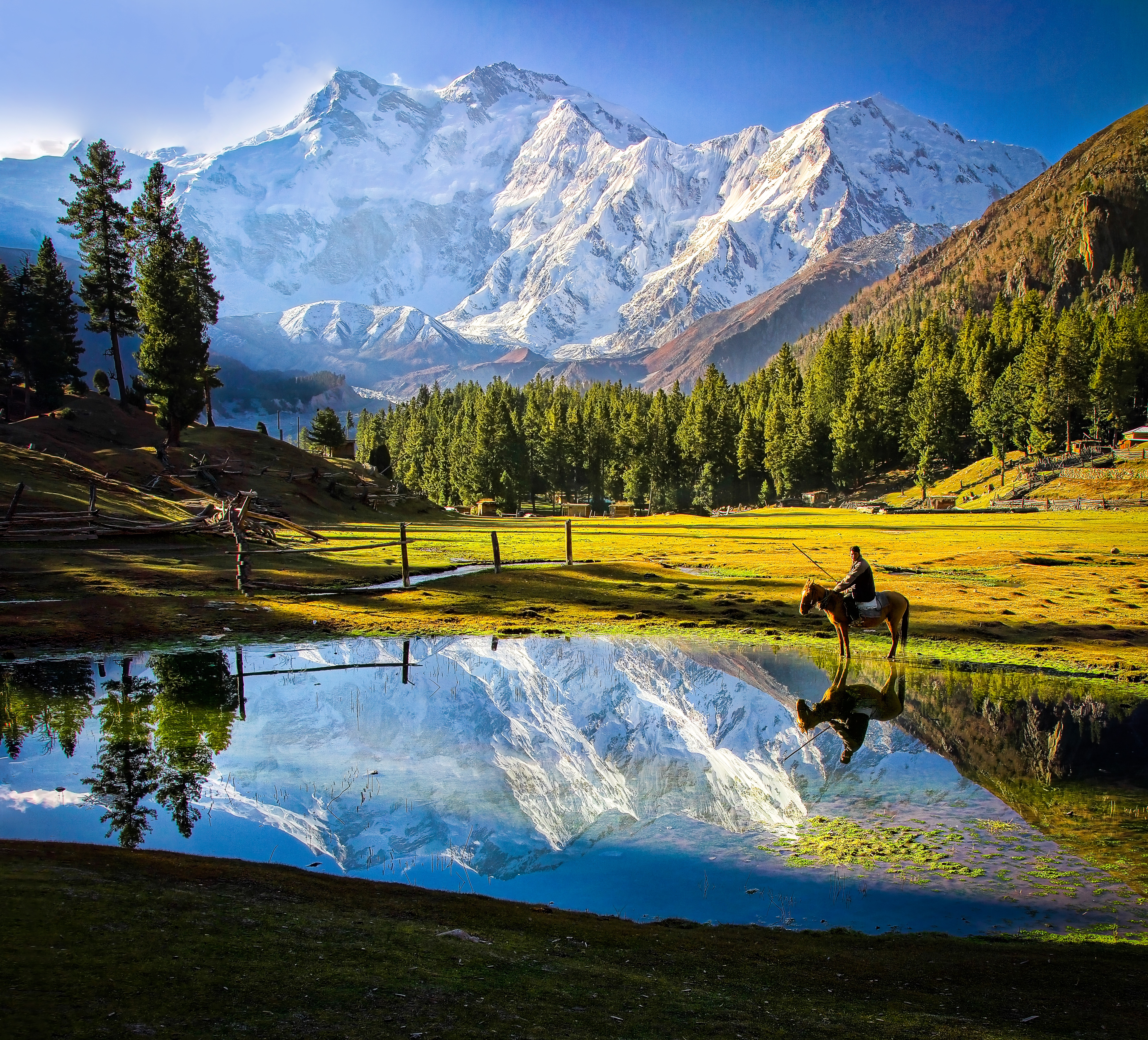
Versante sud-est

## Toponimo
Nanga Parbàt significa "montagna nuda" in lingua urdu, mentre gli sherpa, gli abitanti della regione himalayana, la chiamano "la mangiauomini" o la "montagna del diavolo".
Il toponimo Diamir, utilizzato localmente, significa “re delle montagne”.
Durante gli anni trenta del ventesimo secolo, la propaganda nazista ribattezzò la montagna, la cui ascensione fu più volte tentata da spedizioni sponsorizzate dal governo, "Schicksalsberg der Deutschen", ossia "la montagna del destino dei tedeschi".

## Conformazione
La montagna è impostata su una lunga dorsale principale, che compie un lungo arco con la concavità rivolta verso nord-ovest.
L'arco origina a nord-est, con la cresta Chongra, che sale in direzione sud-ovest al Chongra Peak (6.828 m) e alle sue vette secondarie (Chongra Peak centrale 6.455 m e Chongra Peak meridionale 6.488 m) e prosegue fino al punto nodale del Rakhiot Peak (7.070 m). Qui la dorsale volge a ovest raggiungendo il Dente d'Argento Est (7.530 m) e quindi piega a ovest-sud-ovest toccando l'Anticima (7.910 m). Da questo punto volge direttamente a sud, toccando in successione la Spalla (8.070 m), la Vetta principale (8.126 m) e la Cima Sud (8.042 m). Da quest'ultima, la cresta inizialmente si abbassa in direzione sud-ovest, poi prosegue lungamente verso ovest sempre intorno a quota 7.000 metri con il nome di Cresta Mazeno, dopodiché compie una rotazione a nord-ovest andando a esaurirsi sul fondo della valle Diamir. La cresta Mazeno è considerata la più lunga del mondo.
Dalla vetta dirama una dorsale secondaria, che si dirige verso nord, poi piega decisamente verso ovest raggiungendo il Ganalo Peak (6.606 m); da qui digrada in direzione ovest, lungo la cresta Ganalo. Dal Ganalo Peak si diparte una cresta secondaria, la cresta Jiliper, che digrada verso nord-nord-ovest.
Le dorsali isolano idealmente tre zone della montagna:
- a nord-ovest la parete Diamir, ove si trova anche la vetta secondaria settentrionale (North Peak); scende abbastanza decisamente verso il ghiacciaio Diamir, che prosegue sempre più ripido verso il fondovalle in direzione ovest-sud-ovest affiancato dalle due grandi creste Mazeno a sud e Ganalo a nord. La base della parete è rocciosa, mentre nelle zone superiori è costituita da ampi ghiacciai[4];
- a nord-est la parete Rakhiot, che scende piuttosto scoscesa in direzione nord verso il ghiacciaio Rakhiot, circondato dagli speroni Chongra e Jiliper. La parete Rakhiot sale di oltre 7.000 metri dal fondovalle dell'Indo, distante circa 27 km in linea d'aria dalla vetta; ciò ne fa uno dei dieci maggiori dislivelli della Terra;
- a sud-sud-est la parete Rupal, estremamente scoscesa, che scende con pendenza elevata e costante per circa 4.500 m fino al sottostante fondovalle. Si tratta della parete montana più alta del mondo[4].

## Ascensioni
È il secondo ottomila (dopo l'Annapurna I) per indice di mortalità, ovvero rapporto tra numero delle vittime e numero degli scalatori giunti in vetta, con un valore che si aggira intorno al 28%, tanto da essere soprannominata come la montagna assassina per l'alto numero di vittime nella sua storia alpinistica.

### Primi tentativi
Nel 1895 Albert Mummery condusse una spedizione che raggiunse i 7.000 m dal versante Diamir. Fu la prima vittima sul Nanga Parbat: scomparve insieme a due portatori Gurkha mentre tentava di esplorare una via per passare al versante Rakhiot attraverso il valico Diama.
La prima spedizione tedesca fu condotta nel 1932 da Willy Merkl. Una successiva spedizione tedesca nel giugno del 1934, sempre capeggiata da Willy Merkl, fu ben finanziata dal governo nazista. Il 6 luglio, gli scalatori tirolesi Peter Aschenbrenner ed Erwin Schneider raggiunsero un'altezza stimata di 7.895 m. Se gli alpinisti fossero partiti proprio in quel momento, sarebbero potuti arrivare in cima. Tuttavia, Merkl voleva che l'intera squadra arrivasse allo stesso tempo, così fece aspettare un giorno per far riposare il gruppo, assumendo che il bel tempo sarebbe durato. Invece, il 7 luglio vide l'inizio di una tormenta di neve e di una tempesta che durò nove giorni. La spedizione si concluse in tragedia, con la morte di Alfred Drexel, probabilmente per un edema polmonare di alta quota. 14 alpinisti furono intrappolati a 7.480 m, senza acqua né cibo. Durante il ritiro disperato che seguì, due famosi alpinisti tedeschi, Uli Wieland e Willo Welzenbach, e cinque portatori sherpa morirono per esaurimento e ipotermia. Willy Merkl stesso e il suo fedele sherpa Gaylay morirono durante il tentativo di discesa. Il corpo congelato di Merkl e quello di Gaylay furono scoperti nel 1938 da un'altra spedizione tedesca che incappò nella grotta di neve in cui si erano rifugiati.
Nel 1937 vi fu un'ulteriore spedizione tedesca, guidata da Karl Wien; anche questa spedizione ebbe un esito tragico quando intorno al 14 giugno una valanga travolse il campo IV seppellendo sette alpinisti e nove sherpa. Quella del 1937 è ricordata come la stagione con il maggior numero di decessi su un ottomila, dopo quella del 1972 sul Manaslu.
Seguì un'altra spedizione tedesca nel 1938, che però fu bloccata nel maltempo.
Nell'agosto 1939 una spedizione tedesca guidata da Peter Aufschnaiter, di cui faceva anche parte Heinrich Harrer, uno dei primi salitori della parete nord dell'Eiger, cominciò a effettuare una ricognizione preliminare. A settembre lo scoppio della seconda guerra mondiale bloccò le operazioni, con l'arresto dello stesso Harrer che fu internato in un campo di prigionia inglese in India, dal quale evase, assieme a Peter Aufschnaiter, per scappare in Tibet, dove Harrer rimase 7 anni e Aufschnaiter tutta la vita.
Prima della prima ascensione al Nanga Parbat del 1953, 31 persone erano già morte nel tentativo.

### Prima ascensione
La prima ascensione fu compiuta il 3 luglio 1953 dall'alpinista austriaco Hermann Buhl con una spedizione austro-tedesca guidata da Karl Maria Herrligkoffer. Il versante prescelto fu il Rakhiot a nord-est, passando per la Sella d'Argento e il SilberPlateau. Si tratta del primo e unico ottomila raggiunto in prima assoluta da un solo scalatore (Buhl infatti compì l'ascensione da solo a partire dall'ultimo campo) e senza l'uso di ossigeno.
La via fu ripetuta con successo solo dopo 18 anni, il 7 luglio 1971, da Michal Orolin e Ivan Fiala, facenti parte di una spedizione cecoslovacca.

### Prime ascensioni femminili
La prima ascensione femminile fu compiuta il 27 giugno 1984 dalla francese Liliane Barrard, salita insieme al marito Maurice. La prima donna italiana a raggiungere la cima del Nanga Parbat è stata Nives Meroi nel 1998, mentre la prima a scalarla in inverno è stata la francese Élisabeth Revol nel 2018.

### Ascensioni invernali

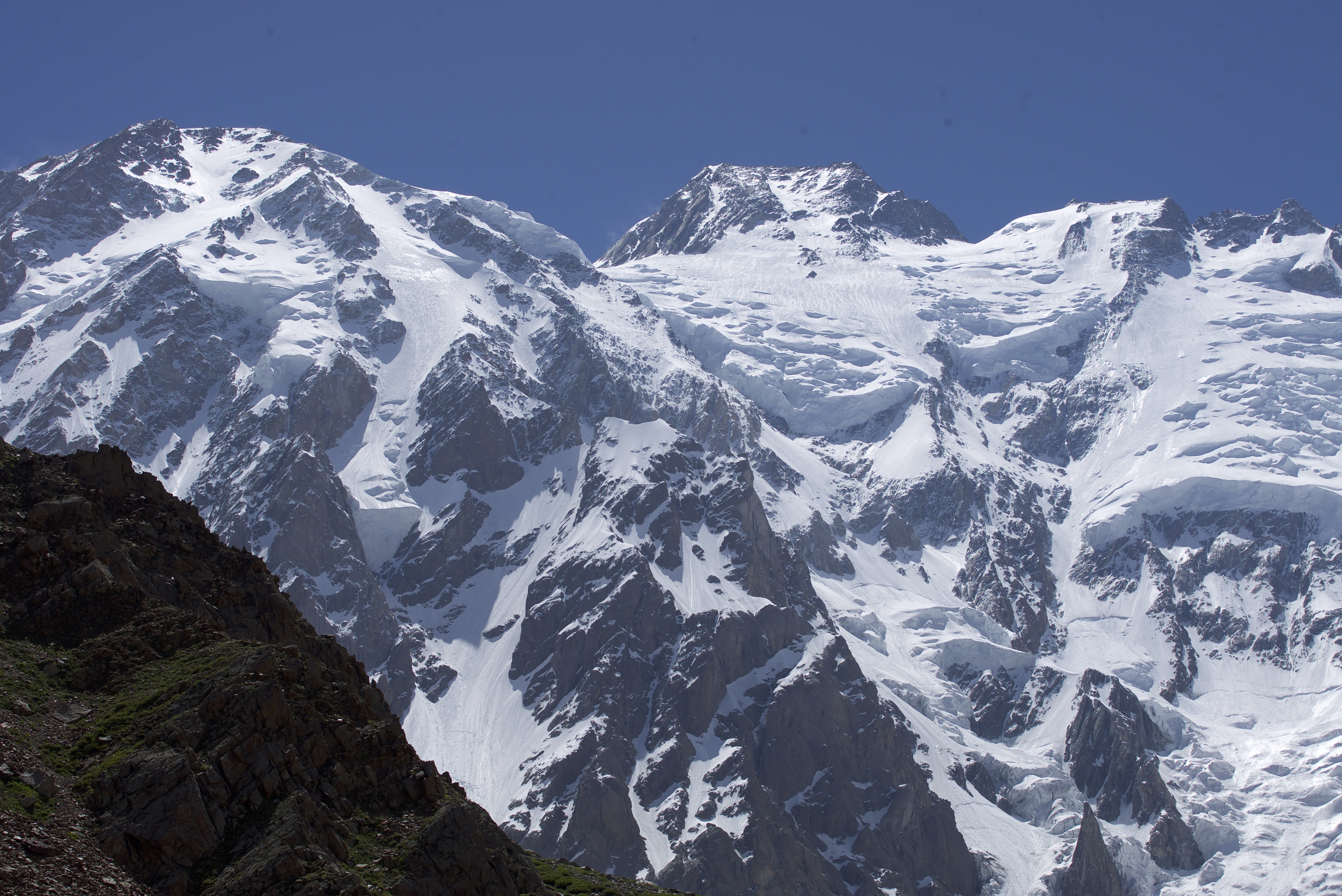
La parete Diamir

La prima ascensione invernale è stata effettuata dal pakistano Ali Sadpara, dallo spagnolo di etnia Basca Alex Txikon e dall'italiano Simone Moro, che hanno raggiunto la vetta del Nanga Parbat il 26 febbraio 2016. La quarta componente della spedizione, l'italiana Tamara Lunger, si è fermata settanta metri sotto la vetta. A causa di alcune vicissitudini l'alpinista Daniele Nardi, parte della spedizione di Ali Sadpara e Alex Txicon, venne escluso dalla nuova squadra formatasi dall'unione tra le due spedizioni (Simone Moro, Tamara Lunger e Alex Txicon, Ali Sadpara), e pertanto privato della possibilità di raggiungere la vetta con essa, con la sola opzione rimasta di una salita in solitaria.
La prima donna a raggiungere la vetta in inverno è stata l'alpinista francese Élisabeth Revol (anche la seconda donna in assoluto su un 8.000 in inverno), assieme al suo compagno di cordata, il polacco Tomasz Mackiewicz, il 25 gennaio 2018, aprendo una nuova via da nordovest indicata e parzialmente percorsa da Reinhold Messner e Hanspeter Eisendle ma mai portata a termine da nessuno, nemmeno in estate.
L'ascensione era stata precedentemente tentata, tra gli altri, nell'inverno 2011-2012 da Simone Moro e Denis Urubko e nell'inverno 2012-2013 da Daniele Nardi e Élisabeth Revol.. Nel dicembre 2013 era partita una seconda spedizione di Simone Moro, accompagnato da David Goettler, che si era conclusa senza successo.
Nell'inverno 2014 Daniele Nardi, questa volta in solitaria, ha ritentato la vetta passando da quello che è ritenuto da molti l'impossibile Sperone Mummery. Tentativo anche questo fallito.
Nell'inverno 2019 un nuovo tentativo di raggiungere la cima della montagna attraverso lo sperone Mummery, la via più diretta alla cima, viene effettuato dall’italiano Daniele Nardi e il compagno inglese Tom Ballard. Di entrambi vengono perse le tracce il 24 febbraio e vengono avviate le ricerche che, ostacolate dalle condizioni meteorologiche avverse, non portano ai risultati sperati. Viene divulgata la notizia della loro morte oltre due settimane dopo l’inizio delle ricerche, confermata da immagini ottenute tramite l’utilizzo di un telescopio. I corpi rimarranno a quota 5.900 m, per volontà delle famiglie, perché troppo rischioso recuperarli.

### Altre salite
La seconda ascensione della montagna fu portata a termine nel 1962 da una squadra tedesca composta da Toni Kinshofer, Sigfried Löw e Anderl Mannhardt, membri di punta di una nuova spedizione guidata da Karl Maria Herrligkoffer. I tre salirono per la parete Diamir, evitandone il centro, soggetto a valanghe, e risalendo invece uno sperone secondario sulla sinistra della parete (destra orografica). Questa via è oggi considerata la via normale. Sigfried Löw cadde discendendo un canalone poco sotto la cima e morì.
Al seguito di una nuova spedizione guidata da Herrligkoffer, Reinhold Messner e suo fratello Günther nel giugno 1970 furono i primi a conquistare la cima salendo dal difficile versante meridionale (anche i primi italiani in assoluto su questa montagna), il Rupal, considerato la più alta parete del mondo (circa 4.500 m di dislivello dalla base alla cima). I fratelli Messner, a causa della stanchezza accumulata da Günther durante la salita e della scarsa attrezzatura, dopo aver conquistato la vetta decisero di scendere per il più agevole versante ovest, il Diamir, allora ancora parzialmente inesplorato. La traversata che fecero è da considerarsi un'eccezionale impresa alpinistica. Dopo aver bivaccato due giorni all'aperto, quando erano quasi arrivati alle pendici della montagna, Günther Messner fu però travolto da una valanga e morì. Reinhold lo cercò per un giorno e una notte, poi crollò sfinito. Arrivò a valle sei giorni dopo in barella soccorso da una cordata di sherpa quando i compagni li credevano morti entrambi. Subì l’amputazione parziale delle dita dei piedi ma sopravvisse.
Questa versione fu contestata da alcuni e ne seguirono vivaci polemiche che accusarono Reinhold Messner di aver abbandonato il fratello alla ricerca dell'eccezionale impresa di traversata alpinistica. Il ritrovamento della salma e di uno scarpone di Günther nell'agosto 2005 esattamente nel luogo indicato da Reinhold, ovvero quasi giunti alla salvezza, confermò precisamente la sua versione e dissipò ogni polemica. Nel giugno 2022 venne ritrovato anche il secondo scarpone, ai piedi del ghiacciaio.
Lo stesso Messner nel 1978 compì la prima ascensione in totale solitaria a partire dal campo base (e in assoluto la prima solitaria in stile alpino a un ottomila) raggiungendo la vetta dal versante Diamir lungo una via nuova, la quale a tutt'oggi non è mai stata ripetuta.
Nel 2005, in poco più di una settimana, venne aperta finalmente una via diretta sulla parete Rupal, la più alta parete del mondo, sulla quale la cordata Steve House - Vince Anderson aprì una via lunga 4.100 metri. Tale ascensione valse ai due alpinisti americani il quindicesimo Piolet d'Or.. Il 15 luglio 2008 perse la vita Karl Unterkircher cadendo in un crepaccio, mentre era impegnato ad aprire una nuova via sul versante Rakhiot insieme a Simon Kehrer e Walter Nones. Il 15 luglio 2012 l'alpinista scozzese Sandy Allan e l'inglese Rick Allen realizzano la prima salita della cresta sud-ovest, la cresta Mazeno, che separa la parete nord-ovest, detta Diamir, da quella sud-est, detta Rupal. L'attacco finale è iniziato il 2 luglio dal campo base, al quale i due sono ritornati il 19 luglio.

## Vie alpinistiche

### Via normale
L'attuale via normale è la via Kinshofer sulla parete Diamir, a nord-ovest; è considerata la via più facile e sicura.

## Discese in sci
La prima discesa in sci fu compiuta lungo la parete Diamir nell'estate 1990 da Hans Kammerlander e dallo svizzero Diego Wellig, fermatosi quest'ultimo in salita alla cima nord.

## Aviazione
Nel 1940 Aurel Stein, archeologo ed esploratore britannico, sorvolò a 78 anni il Nanga Parbat a bordo di un aereo.

## Filmografia
- Nanga Parbat - 1936 - Diretto da Frank Leberecht[37]
- Kampf um den Himalaja - 1939 - Diretto da Frank Leberecht[38]
- Nanga Parbat - 1953 - Diretto da Hans Ertl - 100'[39]
- The Climb - 1986 - Diretto da Donald Shebib - 90'[40]
- Nanga Parbat - 2010 - Diretto da Joseph Vilsmaier - 104'
- Nanga Parbat - La storia in montagna - 2010 - Diretto da Marta Saviane, Marco Melega, prodotto da Rai Educational - 56', documentario di La storia siamo noi[41]
- Nanga Parbat - Verso l'Ignoto - 2016 - Un film documentario di Federico Santini con Daniele Nardi, prodotto da SD Cinematografica - 74'

## Galleria d'immagini

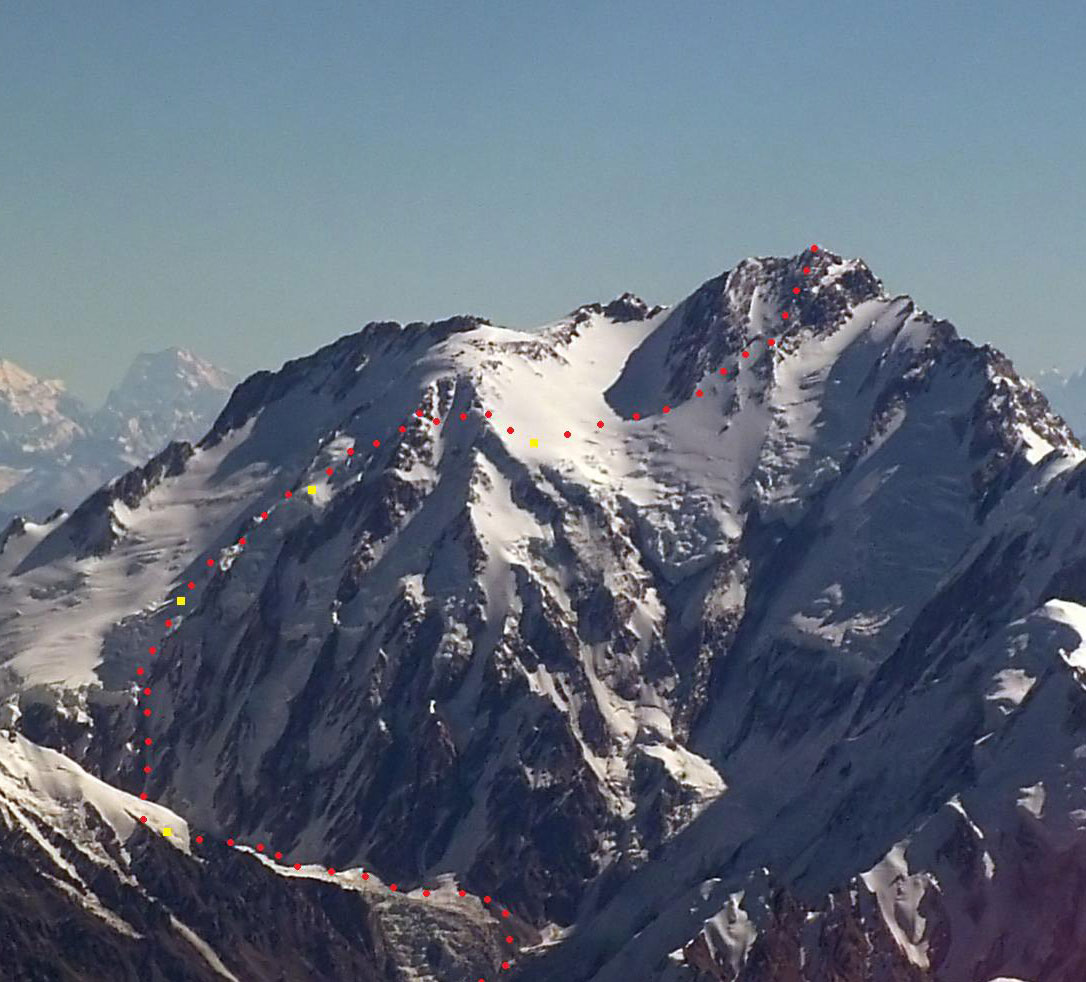
La parete nord-ovest, detta Diamir
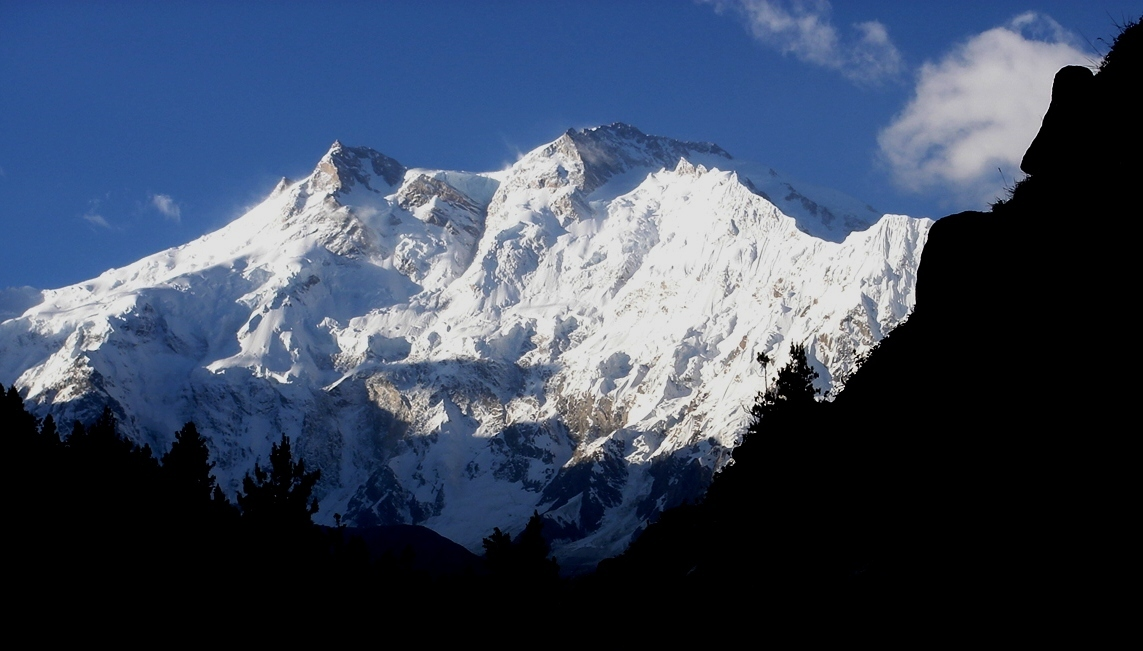
La parete nord-est, detta Rakhiot
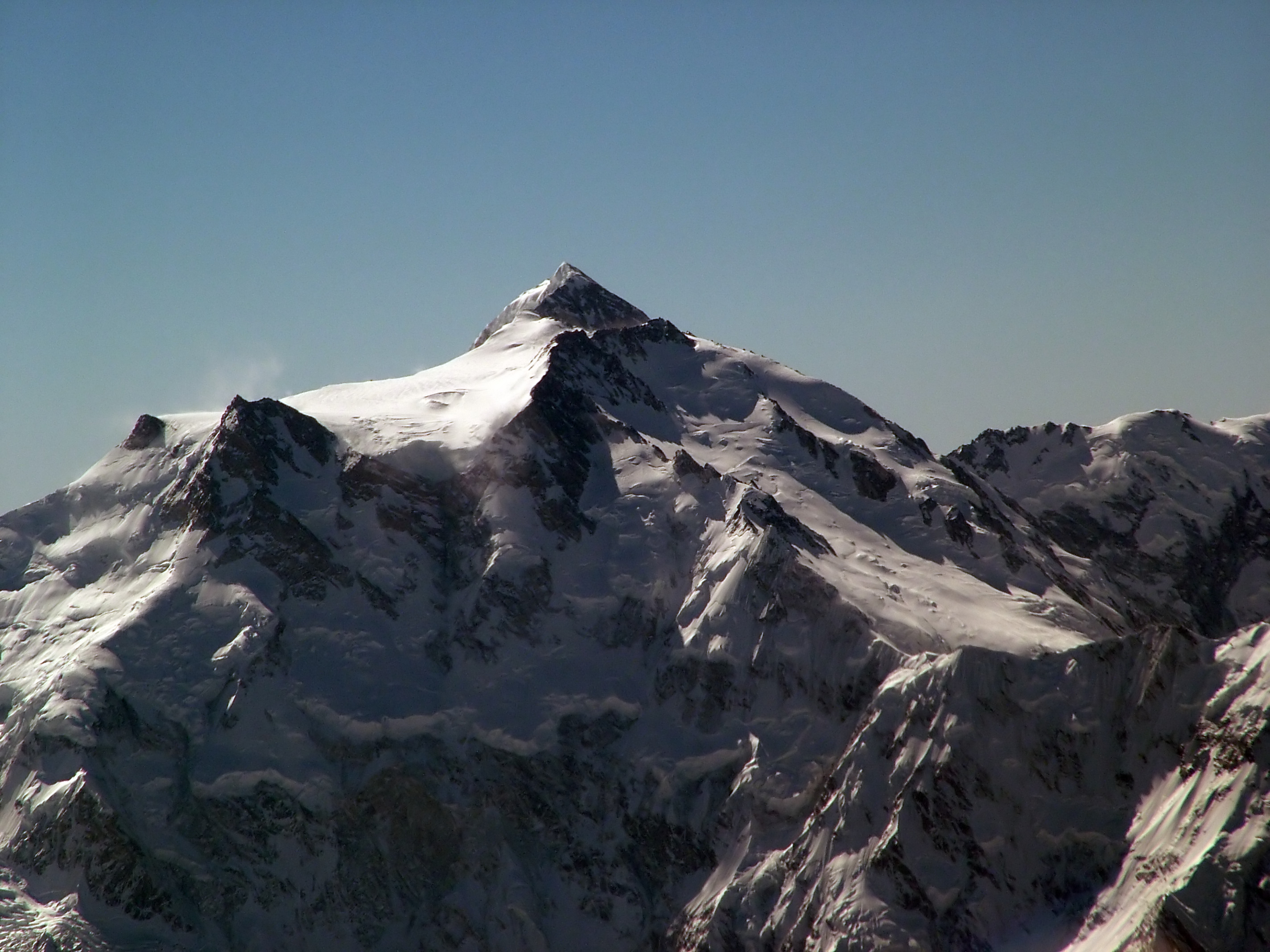
La parete nord-est, particolare della parte superiore
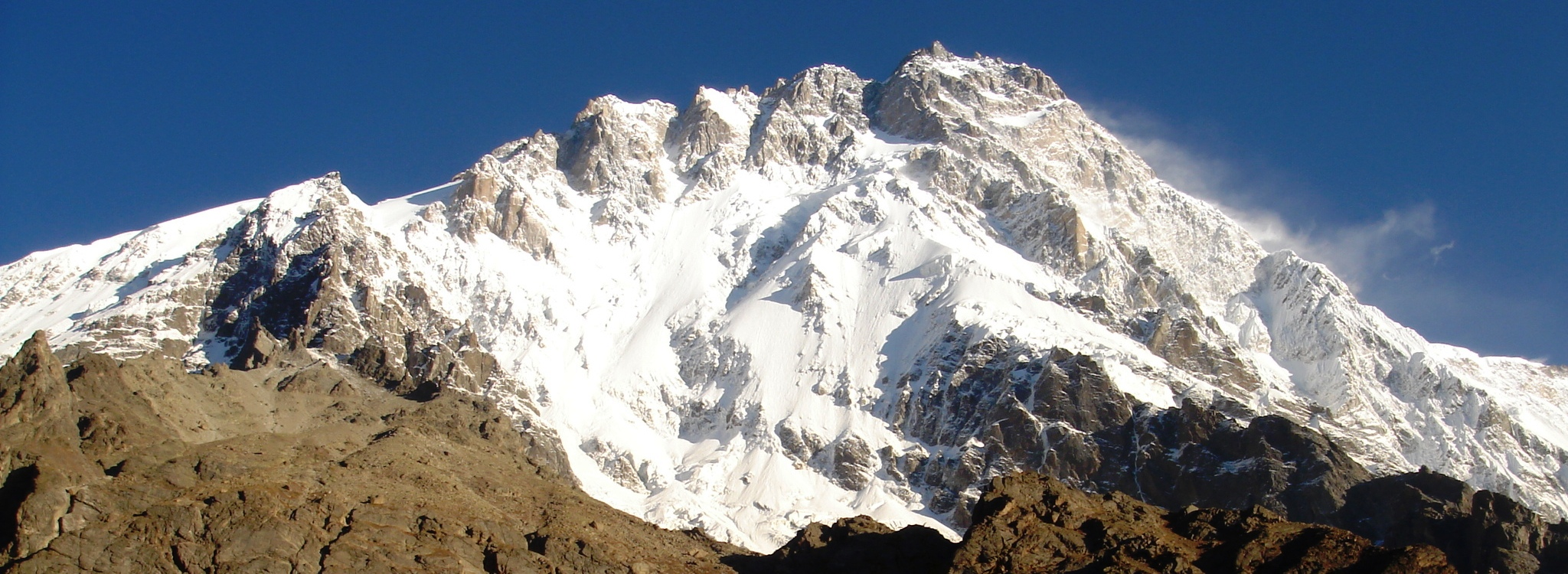
La parete sud, detta Rupal
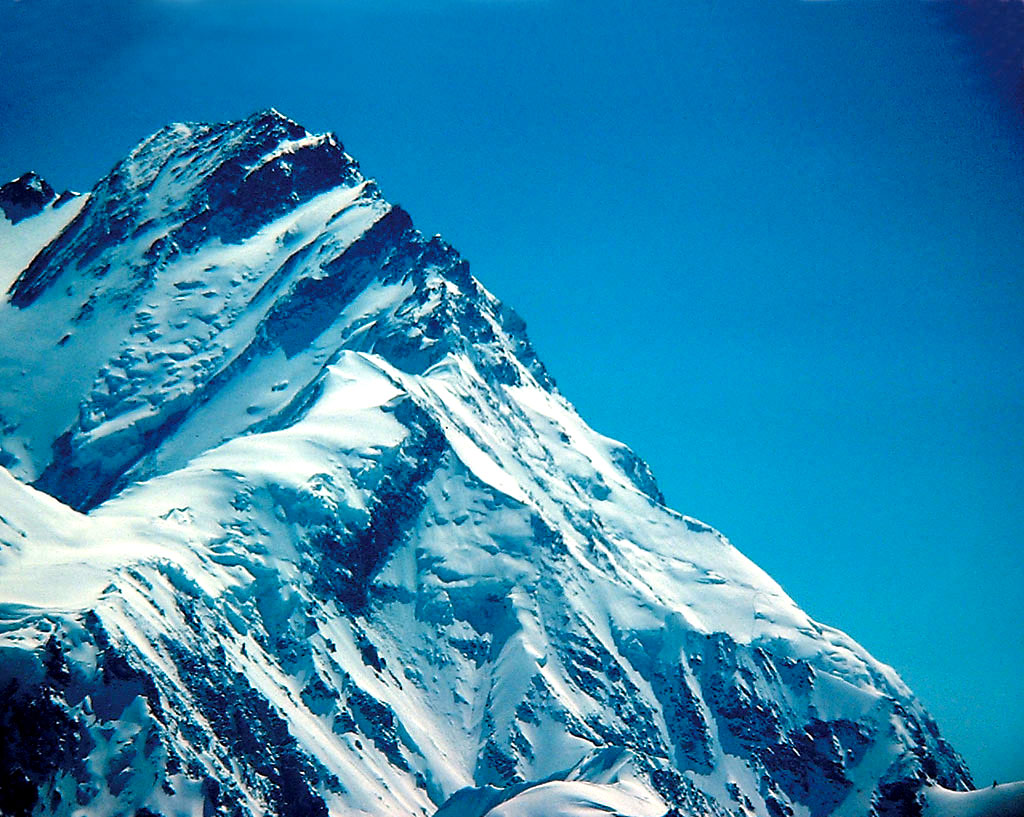
La parte superiore della cresta Mazeno
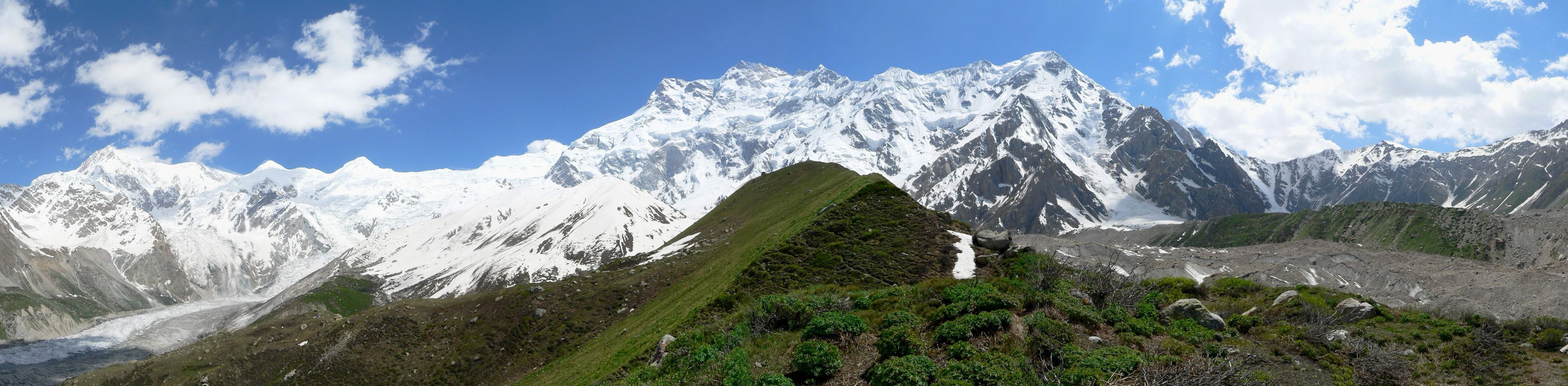
Visuale del massiccio